# Ernesto Jochamowitz-Endesby
Ernesto "Neto" H. Jochamowitz-Endesby, né le 27 novembre 1965 à Lima, est un pilote de karting, de rallyes, et sur circuits péruvien.

## Biographie
Ce pilote a plus de 30 années de compétitions automobiles à son actif (33 en 2011).
Il s'est intéressé au karting dès l'âge de 13 ans, accompagnant son père régulièrement sur l'autodrôme Henry Bradley de Santa Rosa. 
Il débute lui-même en 1978 dans cette catégorie du sport automobile en championnat national division Junior, y glanant sa première victoire à 15 ans en 1979.
Sur les circuits, il s'est illustré dans le championnat d'Italie de Formule 3 en 1984 et 1985, le championnat d'Argentine de Formule 2 CODASUR en 1985, la coupe d'Europe et le championnat britannique de Formule 3 en 1986, ainsi que dans le championnat d'Amérique du Sud de Formule 3 en 1989.
En 1990, il participe au championnat mondial de karting (en Formule K) organisés à Jesolo (Italie). Il termine 22e. 
En 1990 et 1991, il est invité à la Coupe Mondiale CIK, sur le circuit de Suzuka (Japon). 
En 2007, il est l'un des 5 sportifs péruviens à porter -à pieds cette fois- la torche olympique à travers son pays.
Il court encore et toujours, sur Mitsubishi Lancer Evo X pour le team Neto Motorsport, après avoir longtemps porté les couleurs officielles de Ford Motor Corp., à partir de 1998.
Son copilote est Gustavo Medina.
Tous deux espèrent participer au rallye Paris-Dakar édition 2012.

## Palmarès

### Titres
- Double champion d'Amérique du Sud de Karting:  1990 et 1992;
- Quintuple champion du Pérou de Formule 3: 1990, 1992, 1993, 1994 et 1995;
- Sextuple champion du Pérou de Karting: 1982, 1983, 1985, 1986, 1987, et 1988;
- Sextuple champion du Pérou des Rallyes: 1997,1998 et 1999 (copilote Luis M. Soto sur Ford Escort Cosworth), puis 2004 (catégorie Transmission Intégrale, sur Mitsubishi Lancer Evo VII), 2005 (idem, toujours avec Gustavo Medina comme navigateur) et 2007 (catégorie petite N4, sur Evo IX);
- Champion de l'Automobile Club du Pérou: 1998;
- Champion de la Coupe Winston Superprime: 2001;
- Vice-champion du Pérou des rallyes: 2001 et 2008 (3een 2003).

### Victoires notables
- Copa Corsa du pilote le plus talentueux en 1985, dans le championnat de Formule 2 argentin;
- Rallye "Rallye Chemins de l'Inca": 1998, 1999 et 2007 (2e en 1993, 1994 et 2005; 1er de la catégorie camions en 1993, 1er de la catégorie 4x4 en 1994, 1er de la catégorie transmission intégrale en 2005);
- Rallye "Vallée Sacrée des Incas": 2003;
- Rallye Playas: 2009 (catégorie camions, sur Mitsibishi Outlander);
- Rallye Icas: 2009 (catégorie camions, sur Mitsubishi Outlander);
- Les "6 Heures du Pérou": 1992, 1994 et 1995 (3e en 1987);
- Les  "3 Heures du Pérou": 1992;
  - Accessits: 2e  à Port Washington (Ohio) en karting en 1981, et à la Panamericano Internacional de karting (Chili) en 1982; 4e des 12 Heures de Sebring en 1995 (5e de la catégorie GTS-1 en 1997).

## Récompenses
- Meilleur sportif péruvien de l'année 1992: titre (de Grand Officier) décerné le 17 janvier 1993 par le Président du Conseil National des Sports du gouvernement péruvien.